# Pęcherek
Pęcherek – nieoficjalna kolonia wsi Wojnowo w Polsce położona w województwie kujawsko-pomorskim, w powiecie golubsko-dobrzyńskim, w gminie Zbójno.
Nazwa nie występuje w TERYT jako miejscowość ani jako część miejscowości, ale występuje w geoportal.
W latach 1975–1998 miejscowość administracyjnie należała do województwa włocławskiego.